# Liste von Eselrassen
Nachstehende Liste enthält Hausesel-Rassen.

## Liste der Rassen
Bei den europäischen Eselrassen ist zu beachten, dass einige erst seit wenigen Jahren mit noch offenem Herdbuch gezüchtet werden. Diese Zucht mit vom Phänotyp her teilweise sehr heterogenen Tieren kann zur Verbesserung der Tierqualität einer regionalen Population sinnvoll sein. Formal werden diese Herdbuchrassen nach EU-Tierzuchtrecht als eigenständige Rasse geführt, entsprechen aber vorerst kaum einer echten zoologischen Formengruppe.
| Deutsche Bezeichnung                             | Originalbezeichnung                      | Zuchtorganisation | Ursprungsland Ursprungszuchtbuch            | Abbildung |
| ------------------------------------------------ | ---------------------------------------- | --- | ------------------------------------------- | --------- |
| Wallonen-Esel                                    | Ane Wallon                               | A.W.E.D.A a.s.b.l. - Association Wallonne des Eleveurs et Détenteurs d’Anes                                                                    | Belgien                                     |           |
| Deutscher Esel                                   | Deutscher Esel                           | DZE - Deutscher Zuchtverband für Esel e. V. | Deutschland                                 |           |
| Thüringer Waldesel                               | Thüringer Waldesel                       | Zoopark Erfurt | Deutschland                                 |           |
| Europäischer Esel                                | Europäischer Esel                        | Zuchtverband für Schecken und Spezialrassen in Europa e. V. (ZSSE)                                                                             | Europa (v. a. Frankreich, Italien, Spanien) |           |
| Poitou-Esel                                      | Baudet du Poitou                         | LES HARAS NATIONAUX - Association des races mulassières du Poitou                                                                              | Frankreich                                  |           |
| Bourbonen-Esel                                   | Ane du Bourbonnais                       | LES HARAS NATIONAUX - Association de l'âne du Bourbonnais                                                                                      | Frankreich                                  |           |
| Cotentin-Esel                                    | Ane du Cotentin                          | LES HARAS NATIONAUX - Association de l'âne du Cotentin                                                                                         | Frankreich                                  |           |
| Grand Noir du Berry                              | Ane Grand Noir du Berry                  | LES HARAS NATIONAUX - Association Francaise de l'Ane Grand Noir du Berry                                                                       | Frankreich                                  |           |
| Normandie-Esel                                   | Ane Normand                              | LES HARAS NATIONAUX - Association de l’Âne Normand                                                                                             | Frankreich                                  |           |
| Provence-Esel                                    | Ane de Provence                          | LES HARAS NATIONAUX - Association Âne de Provence                                                                                              | Frankreich                                  |           |
| Pyrenäen-Esel                                    | Ane des Pyrénées                         | LES HARAS NATIONAUX - Association Nationale des Eleveurs d'Anes et de Mulet des Pyrénées                                                       | Frankreich                                  |           |
| Amiata-Esel                                      | Asino dell'Amiata                        | Associazione Italiana Allevatori (AIA) | Italien                                     |           |
| Asinara-Esel                                     | Asino dell'Asinara                       | Associazione Italiana Allevatori (AIA) | Italien                                     |           |
| Martina Franca-Esel                              | Asino di Martina Franca                  | Associazione Italiana Allevatori (AIA) Associazione Nazionale Allevatori del Cavallo delle Murge e dell'Asino di Martina Franca                | Italien                                     |           |
| Romagnolo-Esel                                   | Asino Romagnolo                          | Associazione Italiana Allevatori (AIA) | Italien                                     |           |
| Pantesco-Esel                                    | Asino Pantesco                           | Associazione Italiana Allevatori (AIA) | Italien                                     |           |
| Ragusana                                         | Asino Ragusano                           | Associazione Italiana Allevatori (AIA) | Italien                                     |           |
| Sardinischer Hausesel                            | Asino Sardo                              | Associazione Italiana Allevatori (AIA) | Italien                                     |           |
| Viterbo-Esel                                     | Asino Viterbese                          | Associazione Italiana Allevatori (AIA) | Italien                                     |           |
| Istrischer Esel                                  | Istarski magarac                         | | Kroatien                                    |           |
| Nordadriatischer Esel                            | Sjevernojadranski magarac                | | Kroatien                                    |           |
| Küstenländisch-dinarischer (Dalmatinischer) Esel | Primorsko-dinarski (dalmatinski) magarac | | Kroatien                                    |           |
| Österreich-ungarischer weißer Esel               | Barockesel                               | Verein zur Erhaltung der Weißen Barockesel | Österreich                                  |           |
| Miranda-Esel                                     | Burro de Miranda                         | Associação para o Estudo e Protecção do Gado Asinino (A.E.P.G.A.)                                                                              | Portugal                                    |           |
| Andalusischer Riesenesel                         | Andaluza                                 | Unión de Ganaderos y Arrieros de la Gran Raza Asnal Andaluza                                                                                   | Spanien                                     |           |
| Encartacione-Esel                                | Asno de las Encartaciones                | ADEBUEN (Asociación de defensa del Asno de las Encartaciones) Proyecto de conservacion de los recursos geneticos de animales domesticos vascos | Spanien                                     |           |
| Katalanischer Esel                               | Catalana                                 | Asociación para el fomento de la Raza Asinina Catalana (AFRAC) Generalitat Catalunya (DARP) Universitat Autónoma de Barcelona (UAB)            | Spanien                                     |           |
| Mallorca-Esel                                    | Mallorquina                              | Associació de Criadors i Propietaris de Pura Raça Asinal Balear                                                                                | Spanien                                     |           |
| Majorera                                         | Majorero                                 | Asociación SOO Grupo para la Conservación y Fomento del Burro Majorero                                                                         | Spanien                                     |           |
| Zamorano-Leonés                                  | Zamorano-Leonés                          | Asociación Nacional de Criadores de Ganado Selecto de Raza Asnal Zamorano-Leones (ASZAL)                                                       | Spanien                                     |           |
| Parlag-Esel                                      | magyar parlagi szamár                    | Magyar Szamártenyésztők Egyesülete | Ungarn                                      |           |
| American Mammoth                                 | American Mammoth Jackstock               | American Mammoth Jackstock Registry | USA                                         |           |
| Jumento Brasileiro                               | Jumento Brasileiro                       | Associação Brasileira dos Criadores de Jumento Brasileiro                                                                                      | Brasilien                                   |           |
| Jumento Nordestino                               | Jumento Nordestino                       | Associação Brasileira dos Criadores de Jumento Nordestino                                                                                      | Brasilien                                   |           |
| Jumento Paulista                                 | Jumento Paulista                         | Associação Brasileira dos Criadores de Jumento Paulista                                                                                        | Brasilien                                   |           |
| Jumento Pêga                                     | Jumento Pêga                             | Associação Brasileira dos Criadores de Jumento Pêga                                                                                            | Brasilien                                   |           |

## Nachweise
1. ↑  Rassebeschreibung Esel: Deutscher Esel (Memento vom 19. November 2015 im Internet Archive) in der Zentralen Dokumentation Tiergenetischer Ressourcen in Deutschland (TGRDEU) der BLE
2. ↑  Rassebeschreibung Esel: Europäischer Esel (Memento vom 19. November 2015 im Internet Archive) in der Zentralen Dokumentation Tiergenetischer Ressourcen in Deutschland (TGRDEU) der BLE
Europäischer Esel/Germany im Domestic Animal Diversity Information System (DAD-IS) der FAO, abgerufen am 18. November 2015.
3. ↑  Europäischer Esel (Memento vom 4. März 2016 im Internet Archive) (Auszug aus der Zuchtbuchordnung des ZSSE), abgerufen am 18. November 2015.
4. ↑  Rassebeschreibung Esel: Poitou Esel (Memento vom 19. November 2015 im Internet Archive) in der Zentralen Dokumentation Tiergenetischer Ressourcen in Deutschland (TGRDEU) der BLE
5. ↑  Asno de las Encartaciones/Spain im DAD-IS der FAO, abgerufen am 18. November 2015
6. ↑  Catalana/Spain im DAD-IS der FAO, abgerufen am 18. November 2015